# T Boötis
T Boötis es una posible nova descubierta en 1860. Fue observada por una sola persona, Joseph Baxendell, el 9, 11 y 22 de abril de 1860, pero no se ha visto desde entonces. Se localizaría a menos de medio grado de Arcturus en la constelación de Boötes y en magnitud 9.75 cuando se vio por primera vez, y magnitud 12.8 cuando se vio por última vez. Otros astrónomos, incluyendo Friedrich Winnecke, Edward Charles Pickering, Ernst Hartwig y Ernst Zinner buscaron una estrella en este lugar sin éxito.
A pesar de ser habitualmente referida como una nova, tenía características que la diferenciaban de otras novas, entre las que estaban: una amplitud de al menos siete magnitudes, un descenso inusualmente rápido en el brillo y una ubicación inusualmente lejana del plano galáctico. Joseph Ashbrook sugirió en 1953 que puede ser una nova recurrente que solo se ha observado una vez.